# Ludwig von Schlotheim

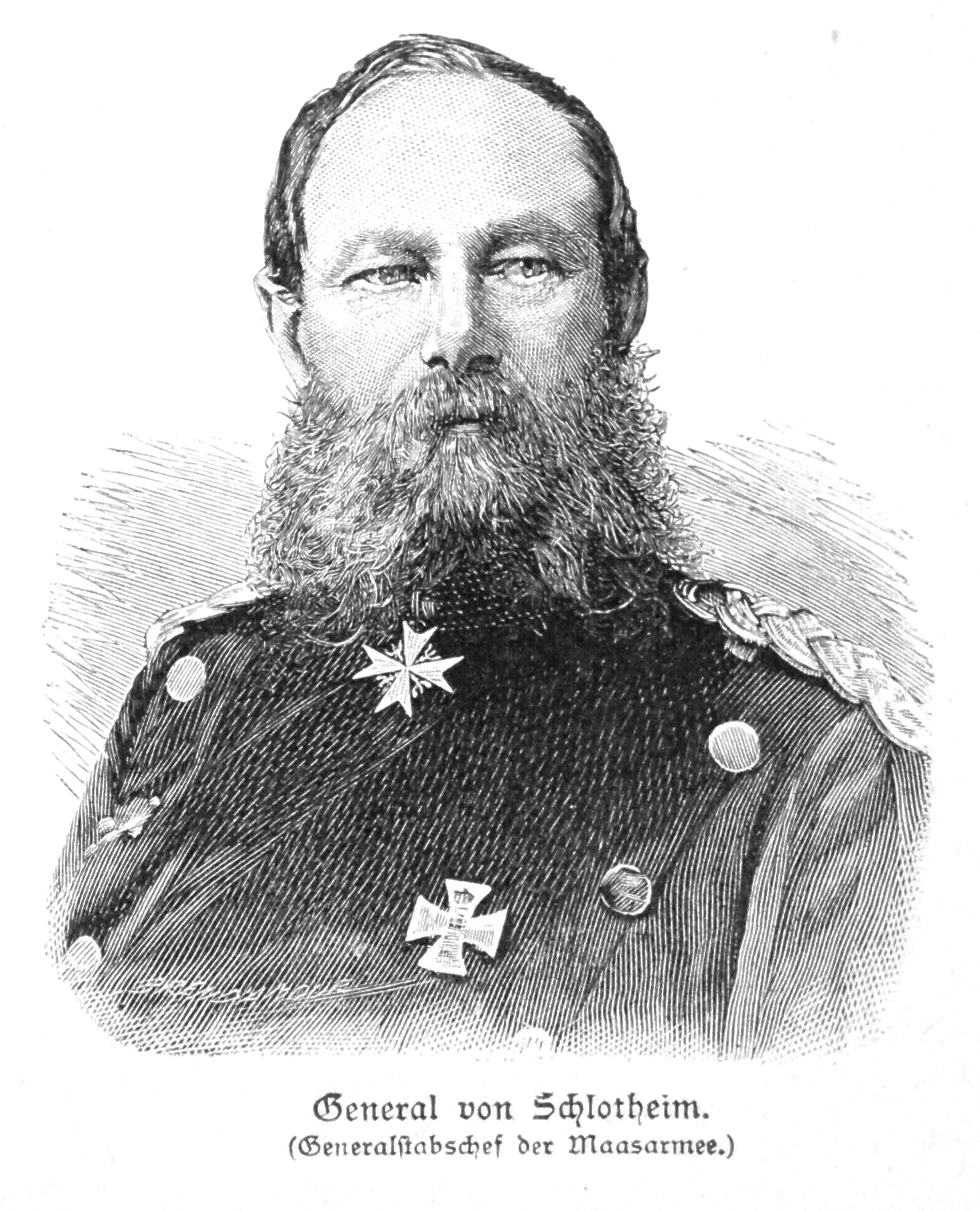
General Ludwig von Schlotheim

Carl Ludwig von Schlotheim, seit 1866 Freiherr von Schlotheim, (* 22. August 1818 in Sondershausen; † 7. April 1889 in Kassel) war ein preußischer General der Kavallerie.

## Leben

### Herkunft und Jugend
Schlotheim stammte aus dem alten thüringischen Adelsgeschlecht von Schlotheim und wurde entgegen anders lautender Angabe in der Allgemeinen Deutschen Biographie nicht auf dem schlotheimschen Rittergut Uthleben, sondern in der schwarzburgischen Residenzstadt Sondershausen geboren. Er wurde als Kind auch Louis gerufen und war der einzige Sohn des königlich-sächsischen Hauptmanns a. D. und Rittergutbesitzers Günther von Schlotheim und dessen Frau Louise Juliana Henrietta, geborene von Hopffgarten, Tochter des Friedrich Ernst von Hopffgarten. Kurz nach seiner Geburt, am 3. September 1818, verstarb seine Mutter. Als Ludwig elf Jahre alt war verstarb am 1. August 1829 auch sein Vater, weshalb er bei Verwandten seiner Mutter im Schloss Schlotheim in Schlotheim aufwuchs.
Carl Christian von Schlotheim war sein Großvater.

### Militärischer Werdegang
Am 1. Juli 1835 trat er Schlotheim das 12. Husaren-Regiment in Kölleda ein und wurde am 11. September 1836 Sekondeleutnant. 1839 war er in Merseburg stationiert. Ab 1842 war er Regiments- und ab 1848 Brigadeadjutant. Er nahm 1849 als Adjutant der Reservekavallerie des II. Armee-Korps der Rheinarmee an der Niederschlagung der Badischen Revolution teil. Nachdem er 1853 Rittmeister geworden war und unter Leitung des damaligen Generalstabschefs des IV. Armee-Korps, Oberst von Moltke seine erste Generalstabsreise gemacht hatte, wurde er 1855 in den Generalstab und zum Generalkommando des II. Armee-Korps nach Stettin versetzt.
Am 27. August 1857 wurde Schlotheim als Major zum Generalstab der 1. Garde-Division unter Prinz Friedrich Karl Nikolaus von Preußen in Potsdam versetzt. Dort wurde er zu den Vorbereitungen für die Umgestaltung des Heeres herangezogen. Bei deren Verwirklichung im Mai 1860 war er führend tätig, wurde aber bald darauf zum Kommandeur des zu errichtenden 2. Garde-Dragoner-Regiments ernannt. Im gleichen Jahr erfolgte seine Beförderung zum Oberst. Als Generalstabschef des VIII. Armee-Korps war Schlotheim 1865 unter Eberhard Herwarth von Bittenfeld in Koblenz eingesetzt. Er nahm 1866 am Feldzug gegen Österreich als Chef des Generalstabs der Elbarmee teil und erhielt in Anerkennung seiner Leistungen den Orden Pour le Mérite. Schlotheim wurde 1869 Kommandeur der 25. Großherzoglich Hessischen Kavallerie-Brigade in Darmstadt.
Im Krieg gegen Frankreich war er 1870/71 Generalstabschef der unter dem Befehl des Kronprinzen Albert von Sachsen stehenden Maasarmee. Die neu gebildeten Maasarmee schlug gemeinsam mit der 3. Armee die französische Armee Patrice de Mac-Mahons, bei der sich auch Kaiser Napoléon III. befand, am 1. September 1870 in der Schlacht von Sedan. Mit der Kapitulation der französischen Truppen und der Gefangennahme des französischen Kaisers am 2. September war diese Schlacht vorentscheidend für den Ausgang des Krieges. Schlotheims Leistungen in den Kämpfen gegen das Heer Mac-Mahons und bei der Belagerung von Paris fanden durch die Verleihung beider Klassen des Eisernen Kreuzes, des Eichenlaubs zum Orden Pour le Mérite sowie des Kommandeurkreuz II. Klasse des Militär-St. Heinrichs-Ordens seinen Ausdruck.
Mit den Kompetenzen eines Divisionskommandeurs der Okkupationsarmee war Schlotheim 1871 in Nancy tätig und wurde im Jahr darauf Kommandeur der 17. Division in Schwerin. Im Jahr 1880 wurde er zum General der Kavallerie und Kommandierenden General des XI. Armee-Korps in Kassel ernannt. Anlässlich der Feier seines 50-jährigen Dienstjubiläums stellte ihn Wilhelm I. à la suite des 2. Garde-Dragoner-Regiment. Ihm wurde 1888 der Schwarze Adlerorden verliehen. Er starb am 8. April 1889, wenige Tage nachdem die mit Rücksicht auf seine Gesundheit von ihm erbetene Entlassung bewilligt worden war, in seiner bisherigen Garnison in Kassel.

### Familie
Schlotheim heiratete in erster Ehe am 1. Juli 1841 in Merseburg Ida Marie von Wolff (* 2. Dezember 1819; † 14. März 1868), Tochter des preußischen Generalleutnants Karl von Wolff. Aus dieser Ehe gingen folgende Kinder hervor:
- Anna Maria (* 5. April 1842; † 20. Mai 1907) ⚭ Franz von Wolff, preußischer Oberst
- Günther Hartmann (1843–1924), preußischer General der Infanterie
- Kurt (* 20. August 1844)
- Hans Berthold (1846–1890), preußischer Oberstleutnant
- Luise Marie (* 5. Juli 1848) ⚭ Georg von Goetz, preußischer Major
- Marie Agnes Berta Cäcilie Therese (1851–1852)
- Karl Ludwig (* 11. November 1851)
- Max Kerstan (1853–1886), preußischer Hauptmann a. D. ⚭ 1878 Johanna Antonie Emilie Wilhelmine von Schon (* 9. März 1859; † 2. Juni 1915)[2][3]
- Ida Marie (* 8. Dezember 1856)
- Friedrich Karl (* 26. März 1858), preußischer Hauptmann a. D., Bürgermeister von Sachsa
- Helene Marie (* 5. Februar 1860)

Nach dem frühen Tod seiner Frau heiratete er in zweiter Ehe am 16. Juni 1873 Arianne von Heyden-Linden (* 29. Juni 1841; † 29. Dezember 1927), Tochter des großherzoglich-mecklenburgischen Kammerherrn August von Heyden-Linden (1813–1881) und Schwester von Wilhelm von Heyden-Linden, Carl von Heyden-Linden und Stiefschwester war Bogislav von Heyden-Linden. Aus dieser Ehe ging der spätere preußische Rittmeister Heinrich August (1874–1914) hervor, der nach dem Beginn des Ersten Weltkriegs in Belgien fiel.